# Arbutamine
Arbutamine là một chất kích thích tim. Nó kích thích thụ thể β adrenergic.